# Erin O’Hara
Erin O’Hara (* 23. September 1983 in Palmerston North) ist eine ehemalige neuseeländische Triathletin.

## Werdegang
Erin O’Hara zog 2007 nach Taupō und startete 2008 bei ihrem ersten Triathlon (über die olympische Distanz: 1,5 km Schwimmen, 40 km Radfahren und 10 km Laufen) und im August erreichte sie bei der Triathlon-WM über die Langdistanz den 36. Rang.
Im Februar 2009 ging sie in Malaysia erstmals über die Ironman-Distanz an den Start und
wurde Zehnte (3,86 km Schwimmen, 180,2 km Radfahren und 42,195 km Laufen).
Von 2009 bis 2010 war sie als Triathlon-Profi aktiv und tritt seit 2010 nicht mehr international in Erscheinung.
Erin O’Hara lebt in Los Angeles und ist als Yoga-Trainerin aktiv.

## Sportliche Erfolge
| Datum/Jahr    | Rang | Wettbewerb                                       | Austragungsort | Zeit     | Bemerkung                                          |
| ------------- | ---- | ------------------------------------------------ | -------------- | -------- | -------------------------------------------------- |
| 1. Aug. 2010  | 8    | Ironman 70.3 Calgary                             | Calgary        | 04:53:03 | 1,9 km Schwimmen, 90 km Radfahren und 21 km Laufen |
| 18. Juli 2010 | 11   | Vineman Ironman 70.3                             | Sonoma County  |          | [ 3 ]                                              |
| 2. Mai 2010   | 3    | Ironman 70.3 St. Croix                           | Saint Croix    | 04:54:27 | [ 4 ]                                              |
| 20. März 2010 | 4    | Ironman 70.3 Singapore                           | Singapur       | 04:33:05 | [ 5 ]                                              |
| 25. Okt. 2009 | 11   | Ironman 70.3 Austin                              | Austin         | 04:31:55 |                                                    |
| 14. Juni 2009 | 3    | ASTC Long Distance Triathlon Asian Championships | Gangweon       | 05:12:44 | hinter der Tschechin Tereza Macel                  |
| 2009          | 3    | Ironman 70.3 Putrajaya                           | Putrajaya      |          |                                                    |
| 2009          | 10   | Ironman 70.3 Florida                             | Orlando        | 04:42:24 | am 17. Mai 2009 hinter der Siegerin Leanda Cave    |

| Datum/Jahr    | Rang | Wettbewerb                            | Austragungsort | Zeit     | Bemerkung                                        |
| ------------- | ---- | ------------------------------------- | -------------- | -------- | ------------------------------------------------ |
| 2009          | 3    | ITU Asian Long Distance Championships | Gangweon       | 05:12:44 | 3 km Schwimmen, 80 km Radfahren und 20 km Laufen |
| 28. Feb. 2009 | 10   | Ironman Malaysia                      | Langkawi       | 10:41:25 | beim ersten Start über die Ironman-Distanz       |
| 31. Aug. 2008 | 36   | ITU Long Distance World Championships | Almere         | 07:38:05 | [ 8 ] [ 9 ]                                      |

(DNF – Did Not Finish)